# Rozalinda
A Rozalinda germán eredetű női név, jelentése dicsőség (vagy paripa) + hársfa pajzs. Hangalakjára hatott a latin Rosa (Róza) név.

## Gyakorisága
Az 1990-es években szórványos név, a 2000-es években nem szerepel a 100 leggyakoribb női név között.

## Névnapok
- január 17.[2]
- június 11.[2]
- augusztus 30.[2]

## Híres Rozalindák
- Rosalind Harris amerikai énekesnő, színésznő